# Frank Miller

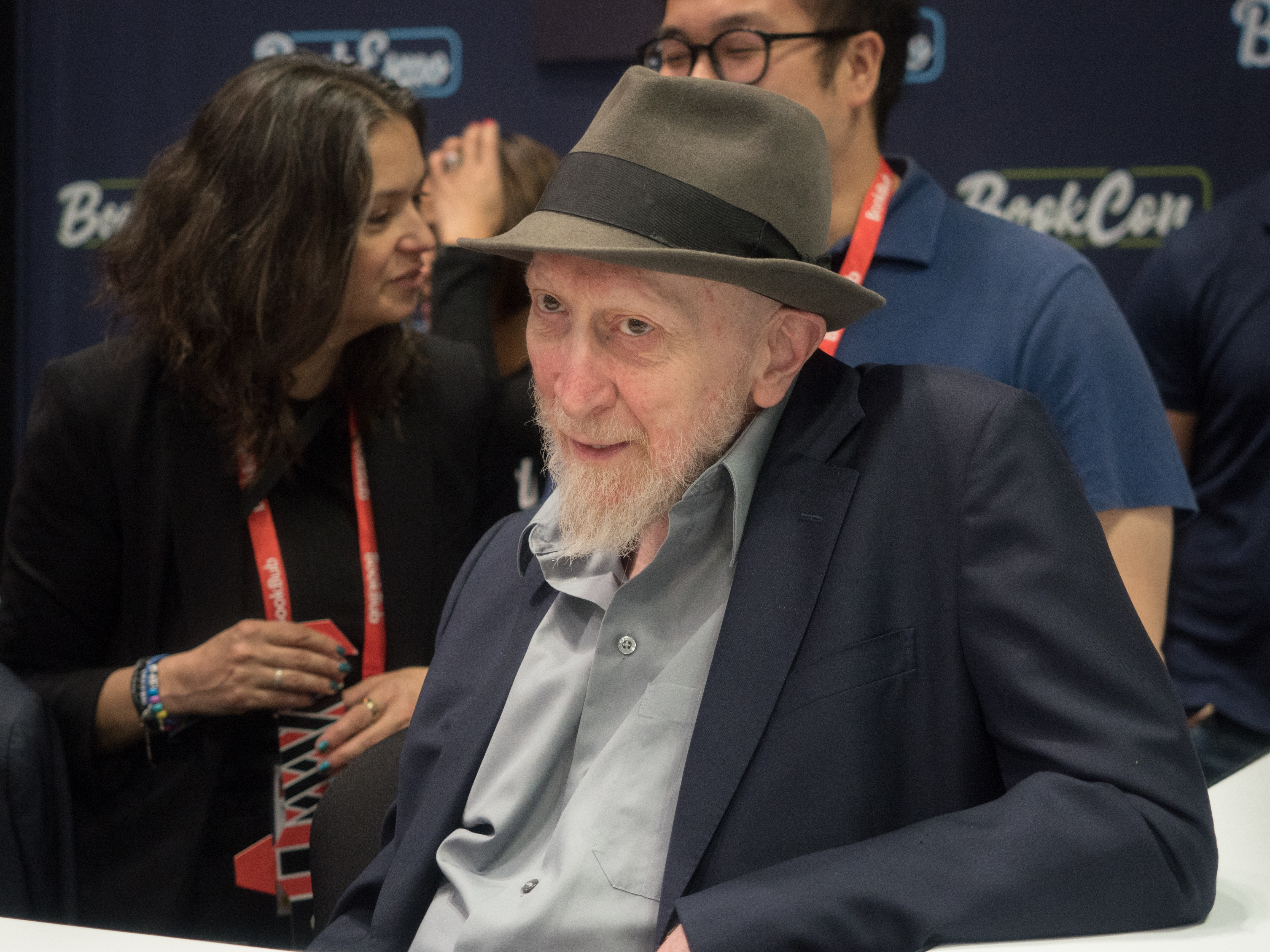
Frank Miller na BookExpo w 2019

Frank Miller (ur. 27 stycznia 1957 w Olney, Maryland) – amerykański twórca komiksów, rysownik, pisarz, scenarzysta filmowy i reżyser; autor znanych i cenionych powieści graficznych i komiksów takich jak Batman. Powrót mrocznego rycerza, Batman. Rok pierwszy, Sin City, 300 czy jego praca przy serii Daredevil.
Dorastający w Montpelier, w stanie Vermont, Miller został najpierw profesjonalnym artystą komiksowym. Pracował dla głównych wydawnictw w Stanach, takich jak Gold Key, DC Comics i Marvel Comics. Zwrócił na siebie uwagę amerykańskiej sceny komiksowej dwuzeszytową opowieścią z serii The Spectacular Spider-Man.
Wkrótce później został stałym rysownikiem serii Daredevil, następnie również jej scenarzystą. Współpracując z inkerem Klausem Jansonem, Miller szybko zyskiwał nowych fanów, uznanie krytyków oraz respekt wśród kolegów z branży.
Podczas okresu, w którym pracował przy Daredevilu, Miller stworzył Elektrę – słynną już postać komiksową, z którą to właśnie jest najbardziej kojarzony. Od tamtego czasu jego wpływ na serię Daredevil zwiększył się tak bardzo, iż nawet w filmowej adaptacji wykorzystano wiele elementów z opowiadań Millera.
Miller jest znany również z tworzenia specyficznych prac w swoim unikalnym stylu. Ronin, komiks sensacyjny o samuraju był owocem pierwszej z wielu współpracy z żoną Millera, Lynn Varley. Miller często przeplatał wątki sztandarowych postaci Marvela i DC takich jak Batman i Daredevil, oraz tworzył swoje własne historie, takie jak Give Me Liberty razem z Dave’em Gibbonsem czy Hard Boiled z Geoffem Darrowem. Sin City, jego pierwsze całkowicie samodzielne dzieło, to seria drastycznych czarno-białych opowieści kryminalnych wydana przez Dark Horse Comics.
Najbardziej znane i doceniane dzieła Millera, zarówno wewnątrz komiksowego światka, jak i poza nim, to The Dark Knight Returns, mroczna historia Batmana osadzona w niedalekiej przeszłości. Przedstawia ona Batmana jako brutalnego, w pewnym stopniu wytrąconego z równowagi odrzutka, wielce odbiegającego od znanego wizerunku z seriali telewizyjnych z lat 60. Od tego czasu millerowa wersja mrocznego rycerza dominowała przez prawie 20 lat, dając inspiracje Timowi Burtonowi w 1989 do nakręcenia filmowej wersji Batmana, Alanowi Moore’owi do stworzenia historii The Killing Joke, oraz Grantowi Morrisonowi dla Arkham Asylum.
Miller jest również autorem wielu scenariuszy filmowych, między innymi do RoboCop 2 i RoboCop 3. Po tym ostatnim, zdegustowany tym, że prawie żaden z jego pomysłów nie został zrealizowany w ostatecznej wersji filmu, a nazwisko jego było wyświetlane na pierwszym miejscu w napisach końcowych, Miller zdecydował, że już nigdy nie pozwoli Hollywood robić filmowych adaptacji na podstawie jego komiksów. Później Miller pracował dla Dark Horse Comics, które kupiło prawa do wydawania komiksów o Robocopie, aby stworzyć komiksową adaptację filmu Robocop III opartą na scenariuszu Millera. Zdanie Millera o filmowaniu komiksów zmieniło się po tym, jak Robert Rodriguez pokazał mu film krótkometrażowy na podstawie jednej historii z Sin City, który nakręcił bez jego wiedzy. Miller był tak zadowolony z rezultatu, że w pełni dał zgodę na nakręcenie filmu kinowego Sin City: Miasto grzechu. Reżyser wykorzystał w nim oryginalne komiksy Millera zamiast scenariusza i storyboardów.
W 1999 roku Miller opublikował powieść graficzną 300, zainspirowaną bitwą pod Termopilami historię spartańskich żołnierzy z góry skazanych na przegraną w walce z perskimi najeźdźcami. Komiks ten uhonorowany został wieloma nagrodami i w 2006 roku został zekranizowany przez Zacka Snydera (300).